# ハゼット

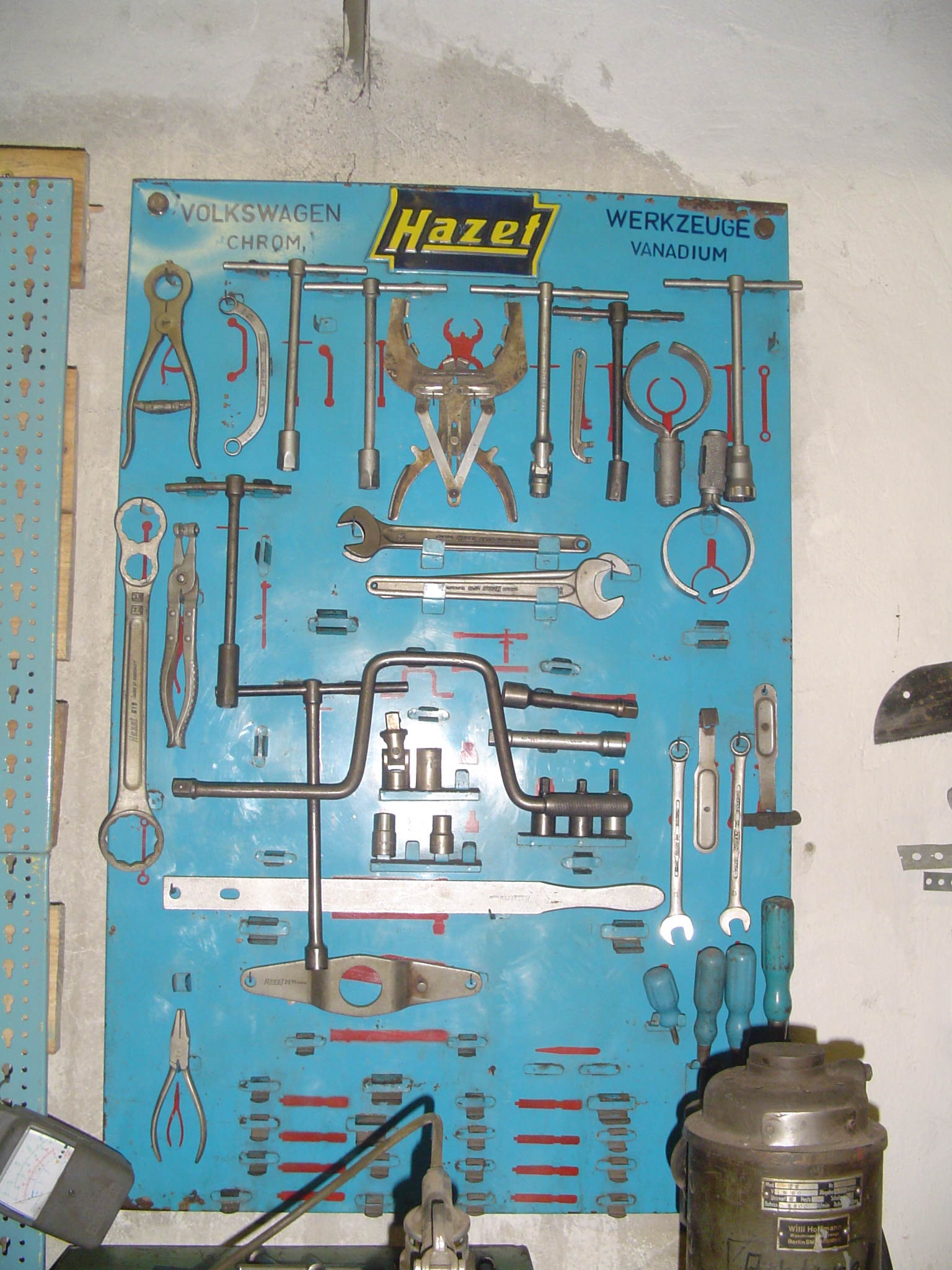
ツールボード

ハゼット（Hazet ）はドイツの総合工具メーカーで、本社はゾーリンゲン近郊のレムシャイトにある。コーポレートカラーは青。

## 社名の由来
HAZET（ハゼット）は創業者Hermann ZerverのイニシャルであるHとZから由来している。シンボルマークにある稲妻状のデザインは、主力商品であったプライヤをイメージしている。

## 歴史
- 1868年 - Hermann Zerverによりドイツのレムシャイトにて設立。
- 1928年 - 自動車工具に参入。
- 1950年 - フォルクスワーゲン、メルセデスベンツ、オペルに専用工具供給を開始。